# ガントリークレーン

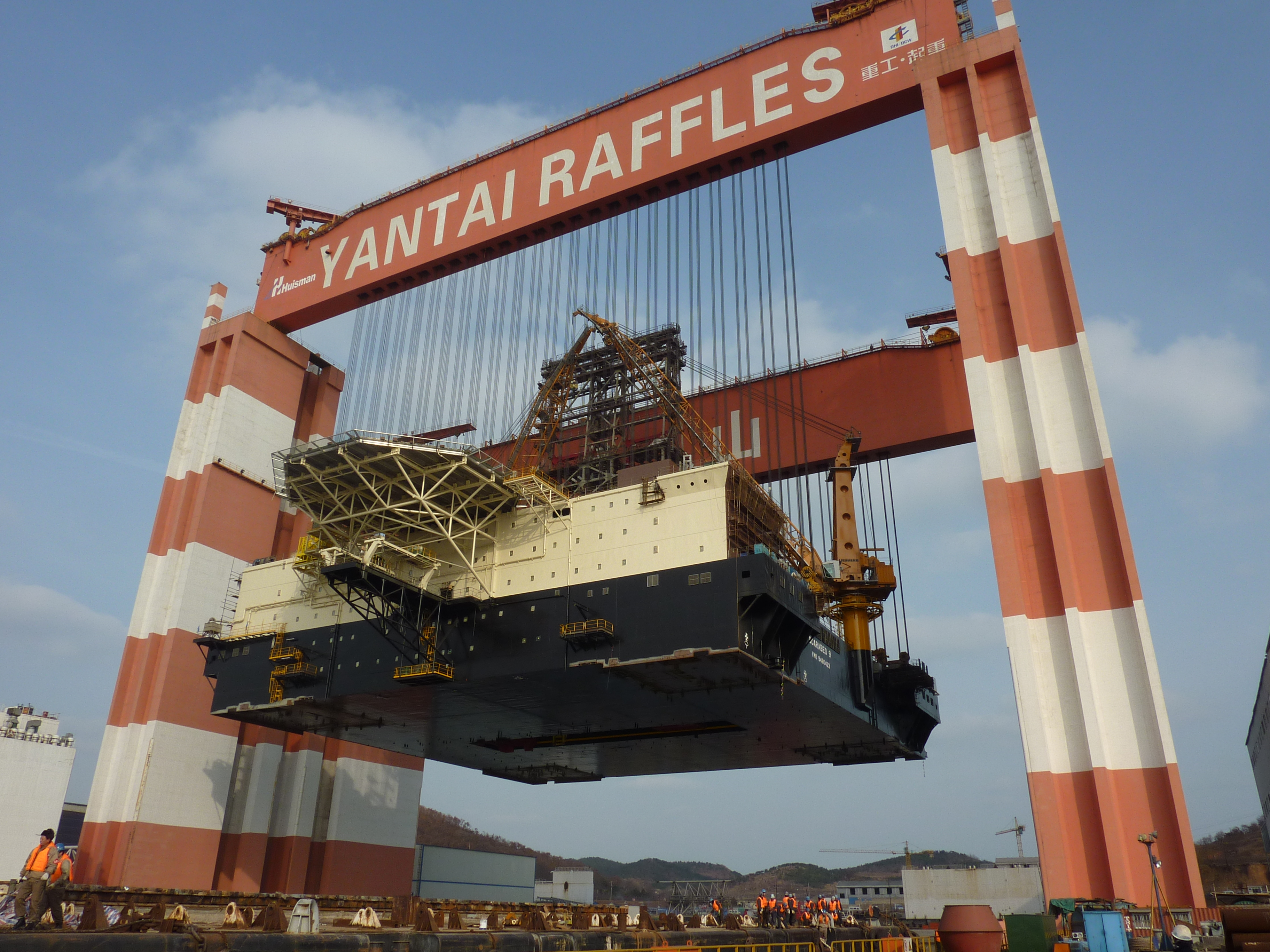
Taisun, 世界最大のガントリークレーン、Yantai Raffles Shipyard、中国・煙台市

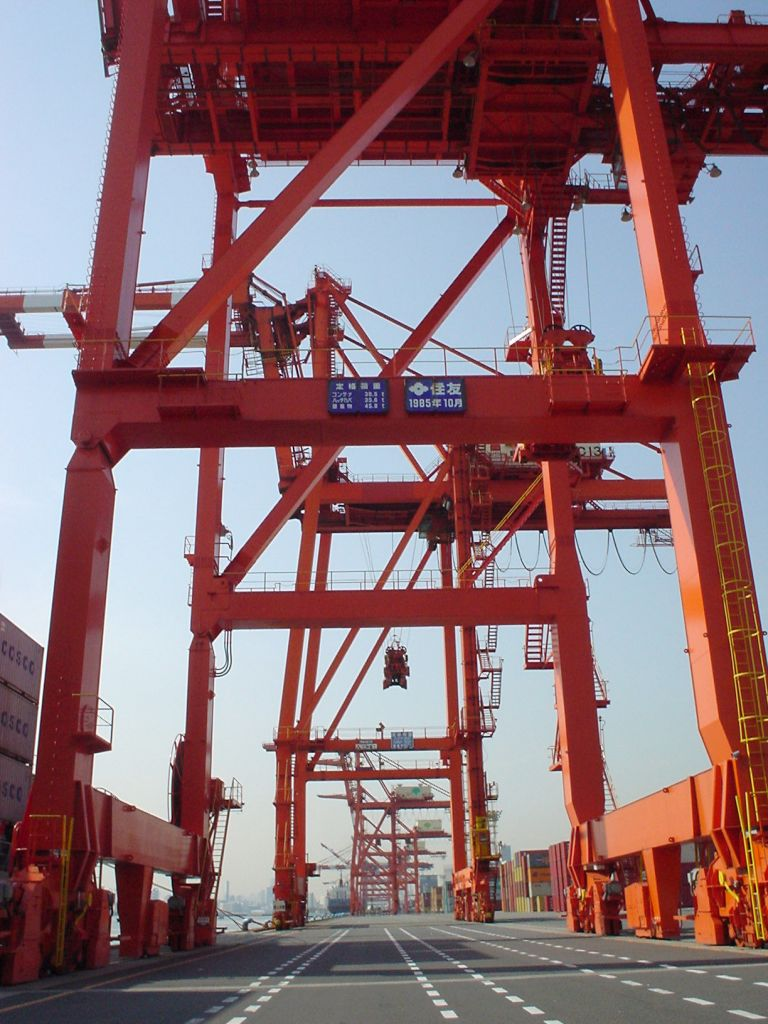
東京港青海コンテナふ頭のガントリークレーン

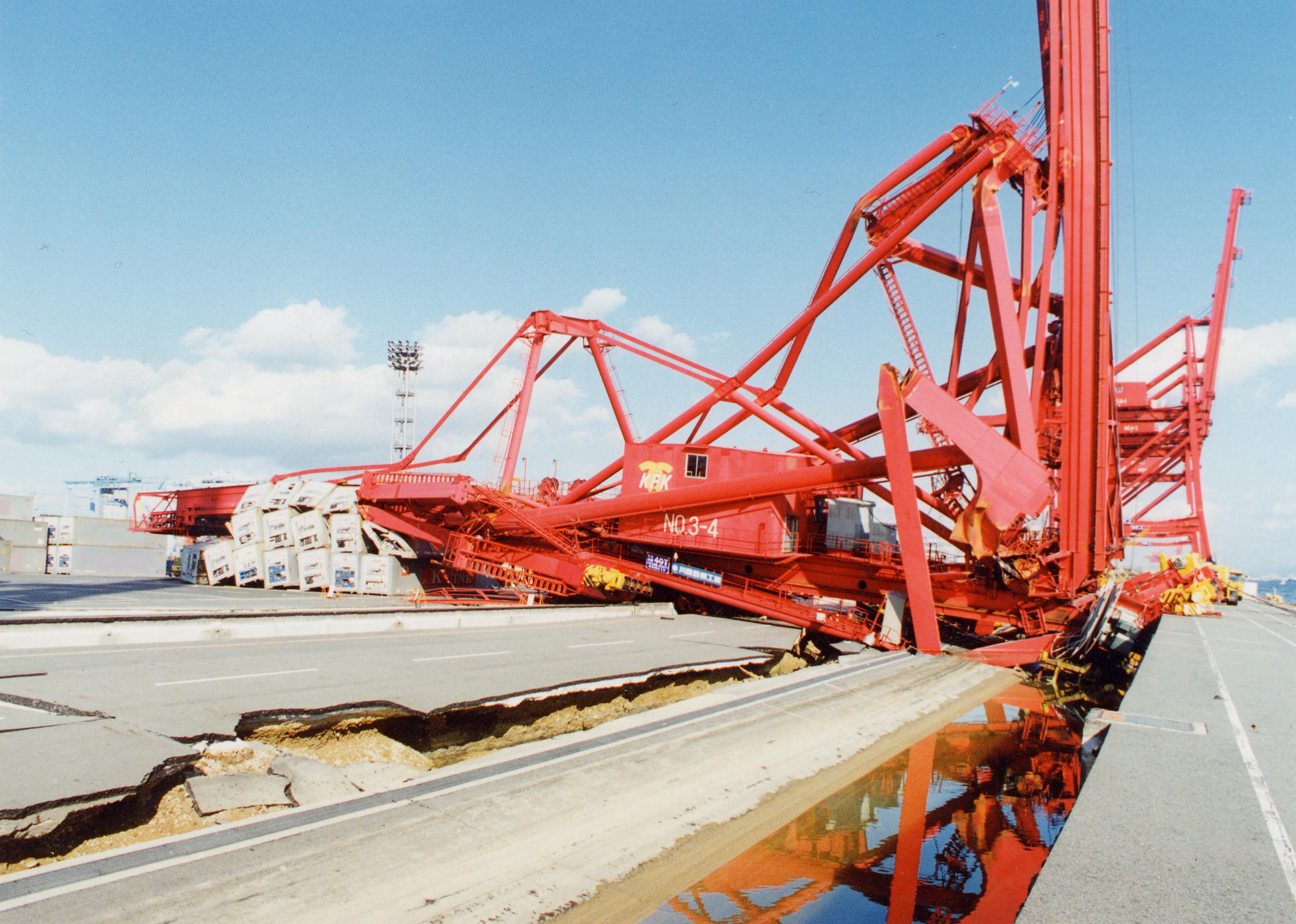
1995年に発生した阪神・淡路大震災の地盤沈下で、倒壊したガントリークレーン。
画像中央左側では、強硬な三段積み冷凍コンテナがガーダー（横行桁）により押し潰されている。
神戸ポートアイランド内のコンテナターミナルにて。

ガントリークレーン （英: gantry crane）とは、一般的にレール上を移動可能な構造を持つ門型（橋脚型）の大型クレーンである。橋型クレーン、門型起重機、ブリッジクレーンともいう。なお、ガントリー（gantry）とは、複数の高脚の上部に水平な梁を備えた門型の構造物を指す単語である。
日本では、港湾の岸壁に設置されて、ISOコンテナ用貨物船に対して海上コンテナの積み卸しを行う港湾施設としてのコンテナクレーンを指すことが多い。コンテナ用ガントリークレーンは特定重要港湾、重要港湾のコンテナ船埠頭のほとんどに設置されている。埠頭とコンテナヤードの間の運搬を行うシャーシー（コンテナ用セミトレーラー）やストラドルキャリアと円滑に連携すれば、1時間あたりISO40フィートコンテナを30個以上、1時間あたりの取扱合計質量にして1000トン以上を荷役することが可能であり、海上コンテナのコンテナ船荷役の効率化に欠かせない機械の一つである。

## 定義

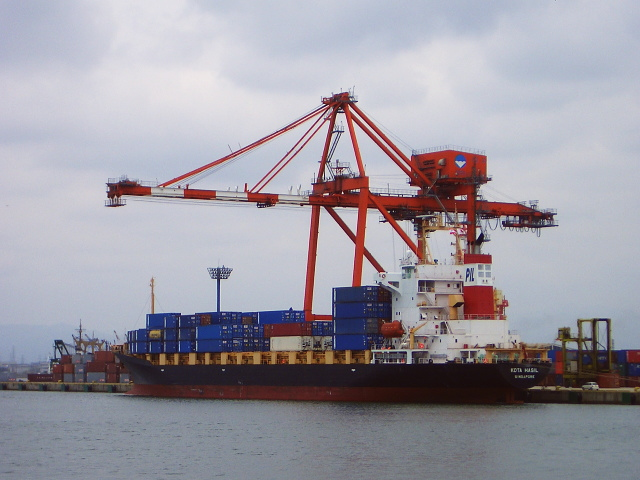
積荷を行うガントリークレーン。新潟東港にて。
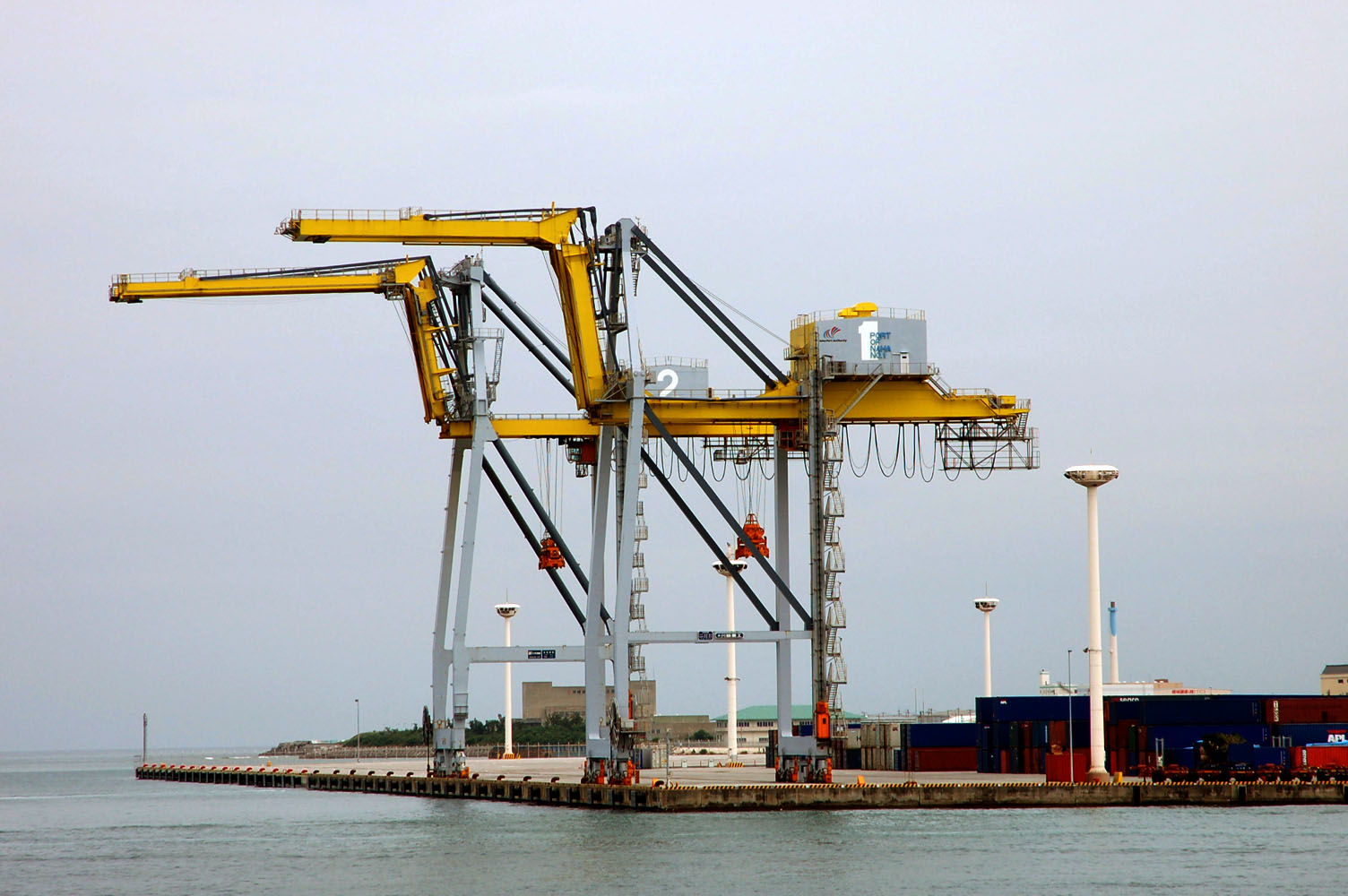
那覇港のガントリークレーン。那覇空港が近いためブームが途中で折れる構造になっている。
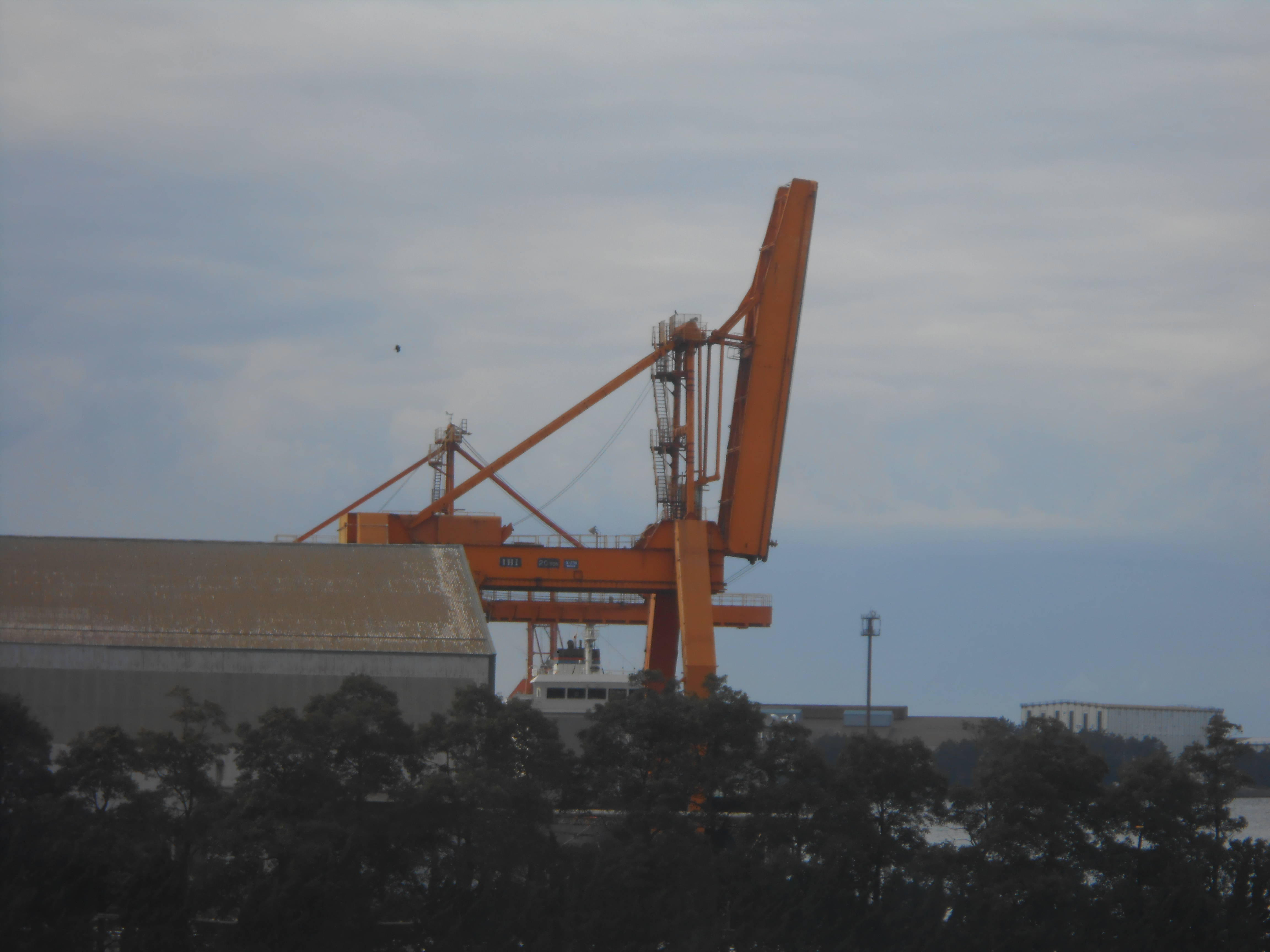
千葉港付近にあるJFEスチール東日本製鉄所（千葉地区）のガントリークレーン。

ガントリークレーンについての直接的で公的な定義は、日本では存在しないが、以下の広義と狭義に分けられる。
広義のガントリークレーン（本来の定義）
門型の構造物により、吊り上げる対象物や作業域を跨がるクレーンである。一般社団法人日本クレーン協会のクレーンの種類及び形式の分類には「ガントリークレーン」という表現そのものの記載がないが、形状から橋形クレーンがそれに当る。
狭義のガントリークレーン（日本における通称的表現）
港湾におけるコンテナ荷役を取り扱うクレーンの内、岸壁側荷役を行うクレーンを呼ぶ。国土交通省の港湾荷役機械の公式の整理では、軌道走行式荷役機械のうち、 船舶との荷役に供する橋形のクレーンをコンテナクレーンと呼んでいる。これは、一般社団法人日本クレーン協会の分類表に照らすと、橋形クレーンの内のマントロリー式橋形クレーンに該当する。
近年、国土交通省の「ガントリークレーンの標準化等検討会」では、これをガントリークレーンとも呼び始めた。

## 構造
以下、狭義のガントリークレーン（コンテナクレーン）の構造を中心に解説する。
- 1.オペレータ室（日本国内ではスプレッダーを吊り下げるトロリに運転室を設けたものが一般的） 2.ガーダー（横行桁） 3.アウトリーチ 4.スパン 5.バックリーチ 6.機械室 7.レール 8.スプレッダー 9.コンテナ船
- a.機械室（受変電設備、巻上電動機、横行電動機） b.運転室 c.トロリー d.ガーダー（横行桁） e.高脚 f.スプレッダー

東京港青海埠頭第4バースのコンテナクレーン 最大吊上荷重56 tコンテナ定格40 t
- f.スプレッダー g.シーブブロックビーム（滑車集合装置） h.20フィートコンテナ i.シャーシー j.高圧ケーブル巻取装置 k.走行用電動機

シャーシーからコンテナを吊り上げる瞬間

ガントリークレーンはエプロン上にエプロンと平行に敷設されたレール上を左右に移動するために脚(e)下部に電動走行台車を備えている。ガーダー(d)内面のレールには運転室(b)を備えたトロリ(c)が搭載されており、トロリーから垂下した巻上用ワイヤーロープ先にコンテナを把握するスプレッダー(f)が取付けられている。スプレッダー(f)がコンテナを垂直昇降させると共に、トロリー(c)がガーダー(d)上を横行して岸壁と船内を往復することで、岸壁と船内の荷役を円滑に進めることができる。
機械室(a)には、受変電設備、電動機制御装置、巻上電動機、横行電動機、ガーダー起伏用電動機などが設けられている。

電力事情に恵まれていない埠頭では、機械室(a)内部に大形ディーゼル発電機を搭載して電力を得ている。現在、日本国内では高圧キャブタイヤケーブル(j)で三相交流6600 Vを受電して機械室内の受変電設備で三相交流400 V（主電動機用）、三相交流200 V（補機電動機用）、単相交流100 V（運転室内器具用）へと変電して用いる方式が主流になっている。
最大吊上荷重は、ISO20-40フィートコンテナ1個吊り用スプレッダーを装備したものでは50トン程度のものが多い。ISO20フィートコンテナを2個同時に吊上げ可能なスプレッダー（ツインリフトタイプスプレッダー）を装備したものでは日本国内で65トン、海外では100トンのものも存在する。
ガントリークレーンのうちコンテナ荷役に利用されるものには、コンテナを把握するためにスプレッダーと称する専用の装置を備えている。これはコンテナ上部の四隅に設けた隅金具の長円形穴にツイストロックピンを挿入し固定することで30トン以上もあるコンテナを迅速・確実に把握できる。
また、スプレッダーの以外にフックやバケット等の吊具を取り付けることで、コンテナ荷役だけでなく船舶や鉄鋼品、工作機械などコンテナとは形状が異なる様々な貨物の荷役を行うことも可能である。
コンテナ船の大型化に伴い、揚程48.5 mを超えるスーパーガントリークレーン、56 mを超えるメガガントリークレーンと呼ばれるものや、20フィートコンテナを同時に2個持ち上げられるスプレッダーも登場している。

## 操作
クレーン本体が岸壁と平行に移動することを「走行」といい、トロリー（スプレッダ）が岸壁と直角に移動することを「横行」、スプレッダを上昇・下降させることをそれぞれ「巻き上げ・巻き下げ」という。
クレーン上部には運転室が設けられ、日本の港湾荷役業界では「ガンマン」と通称されているクレーン・デリック運転士が岸壁や船内の船内荷役作業主任者、玉掛作業者と連絡を取りながらクレーン動作の全ての操作を行っている。

## その他
ガントリークレーンは、荷役を行っていない時には海上に張り出したガーターを折り上げて、船舶の航行の邪魔にならないようにする。この姿から、キリンの愛称で呼ばれる。また夜間の荷役は、コンテナの可視性を向上させるための照明が美しいことから夜景スポットとして注目されており、地方創生の一翼を担っている。陸上では通常見ることができない約千トンのクレーンが動く様子はロマンが有るため、クレーンが作られる様子や使われる様子に魅せられるファンもいる。
ガントリークレーンは、
- 十分な貨物量を持つ客先
- 購入、更新、保守の技術及び資金

という条件が常に揃わなければ維持できないため、重要港湾の象徴的な存在となっている。
ただし、今世紀に入ってからは資金力の弱い地方港での荷役の活性化のために、従来からのジブクレーンなどの小型設備を更新または補強する形で、港を管轄する都道府県自体がガントリークレーンの所有者となり、設置して港湾関係者へ貸し出す方式も活発に行なわれている。これにより民間の港湾利用者は、莫大な投資や維持管理費の回避と格安での使用料により、取扱量の拡大に一役買っている。

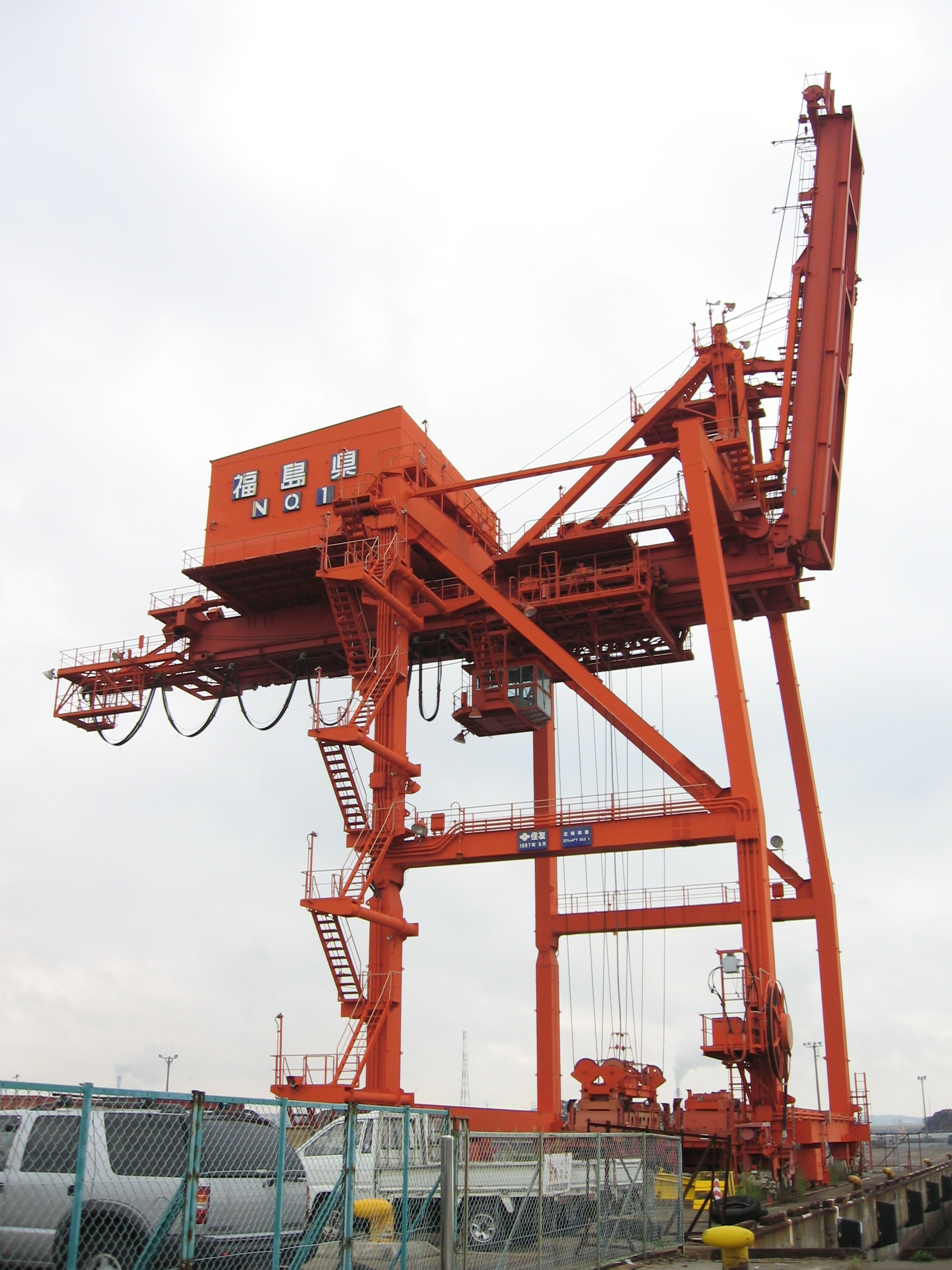
東日本大震災前に福島県が設置した、小名浜港大剣埠頭のガントリークレーン。2007年8月31日撮影。
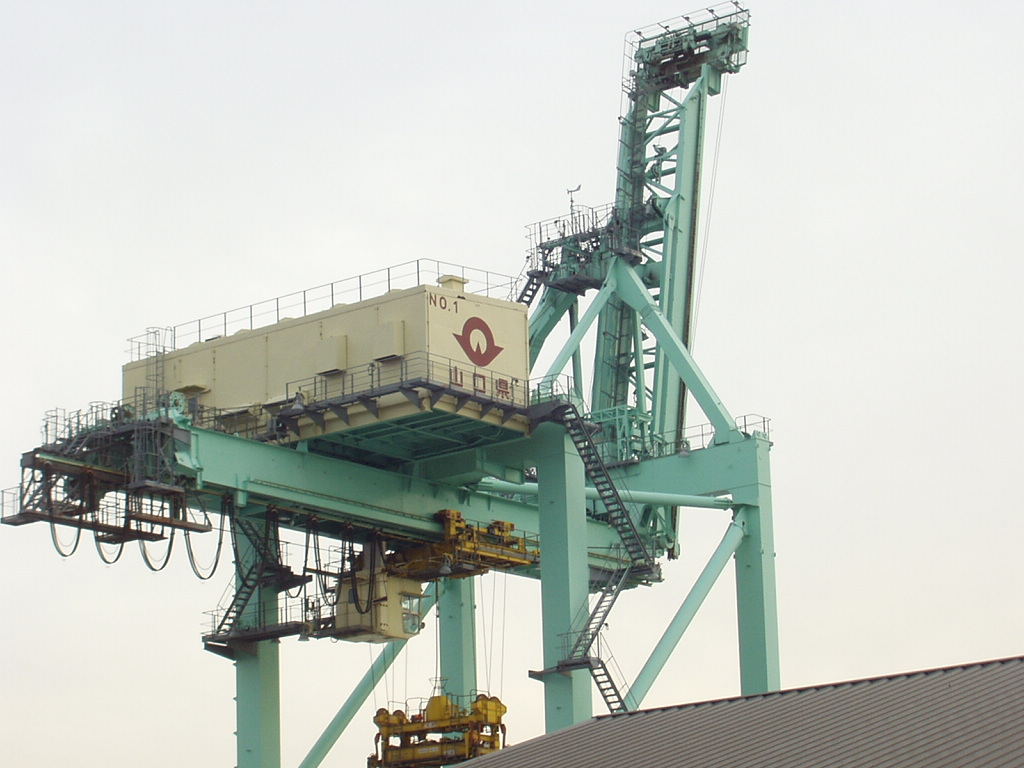
山口県が設置した、中関港のガントリークレーン。2006年2月24日撮影。
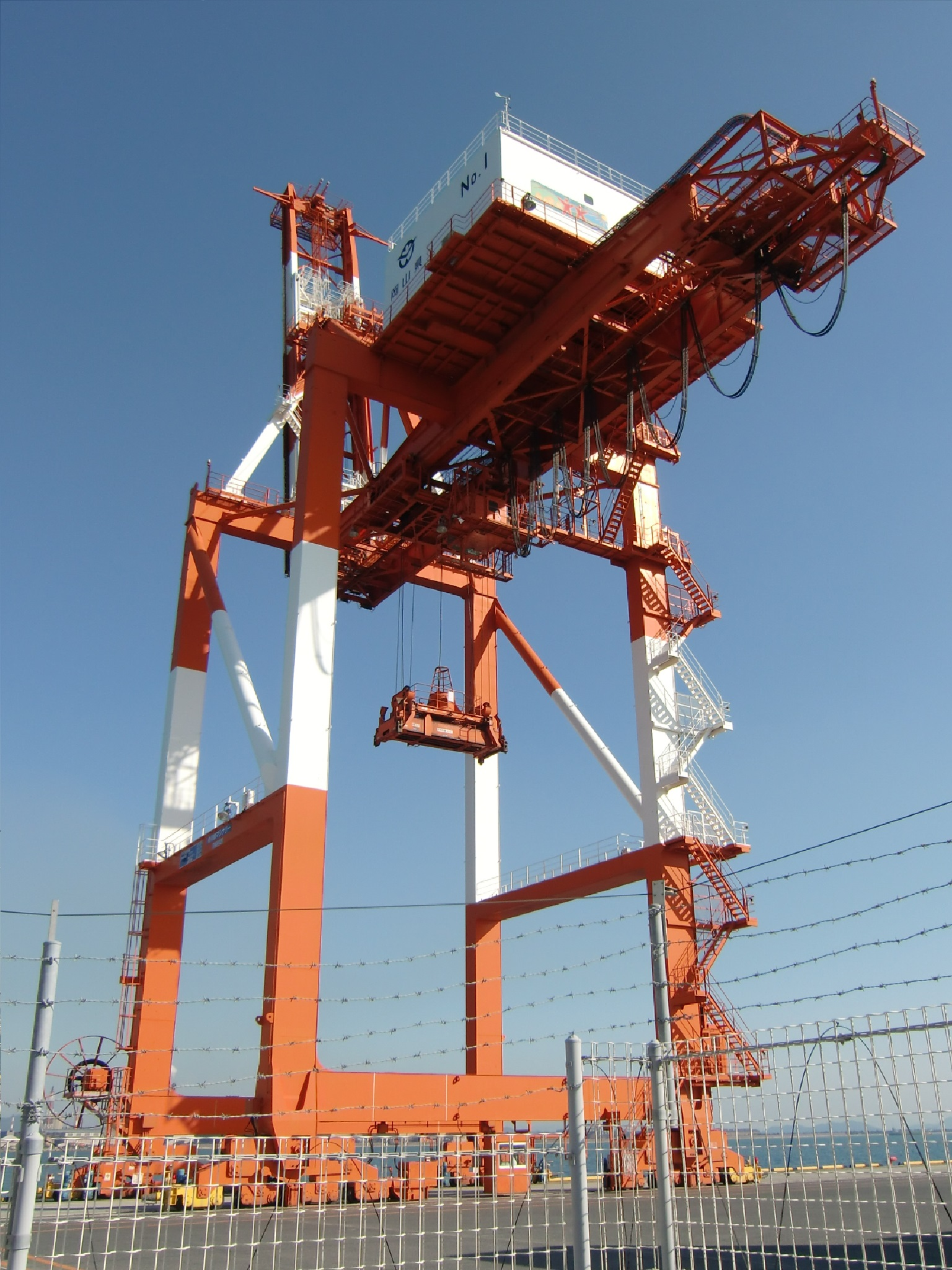
岡山県が設置した、玉島ハーバーアイランドのガントリークレーン。2010年2月21日撮影。
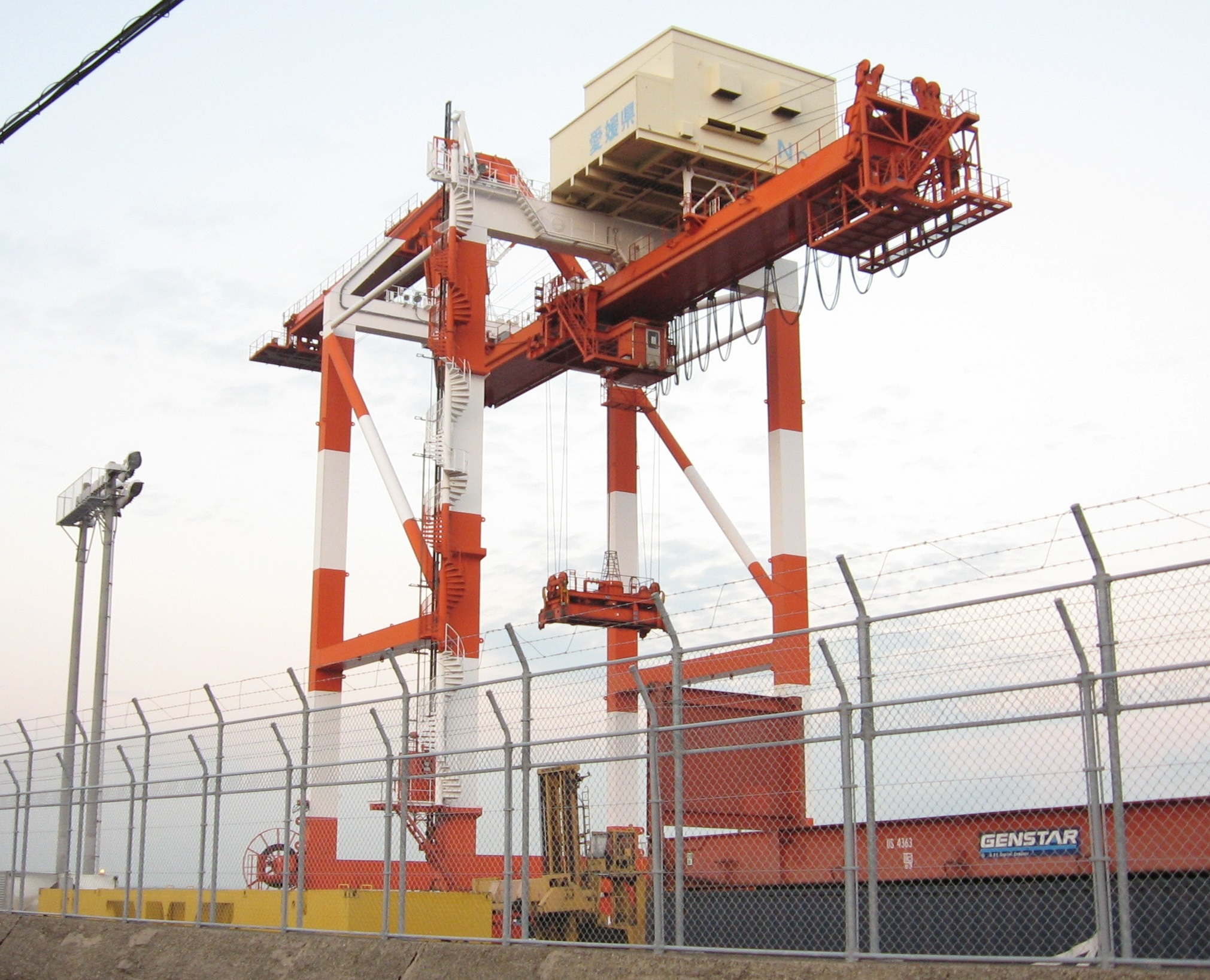
愛媛県が設置した、愛媛国際物流ターミナルのガントリークレーン。2007年10月1日撮影。
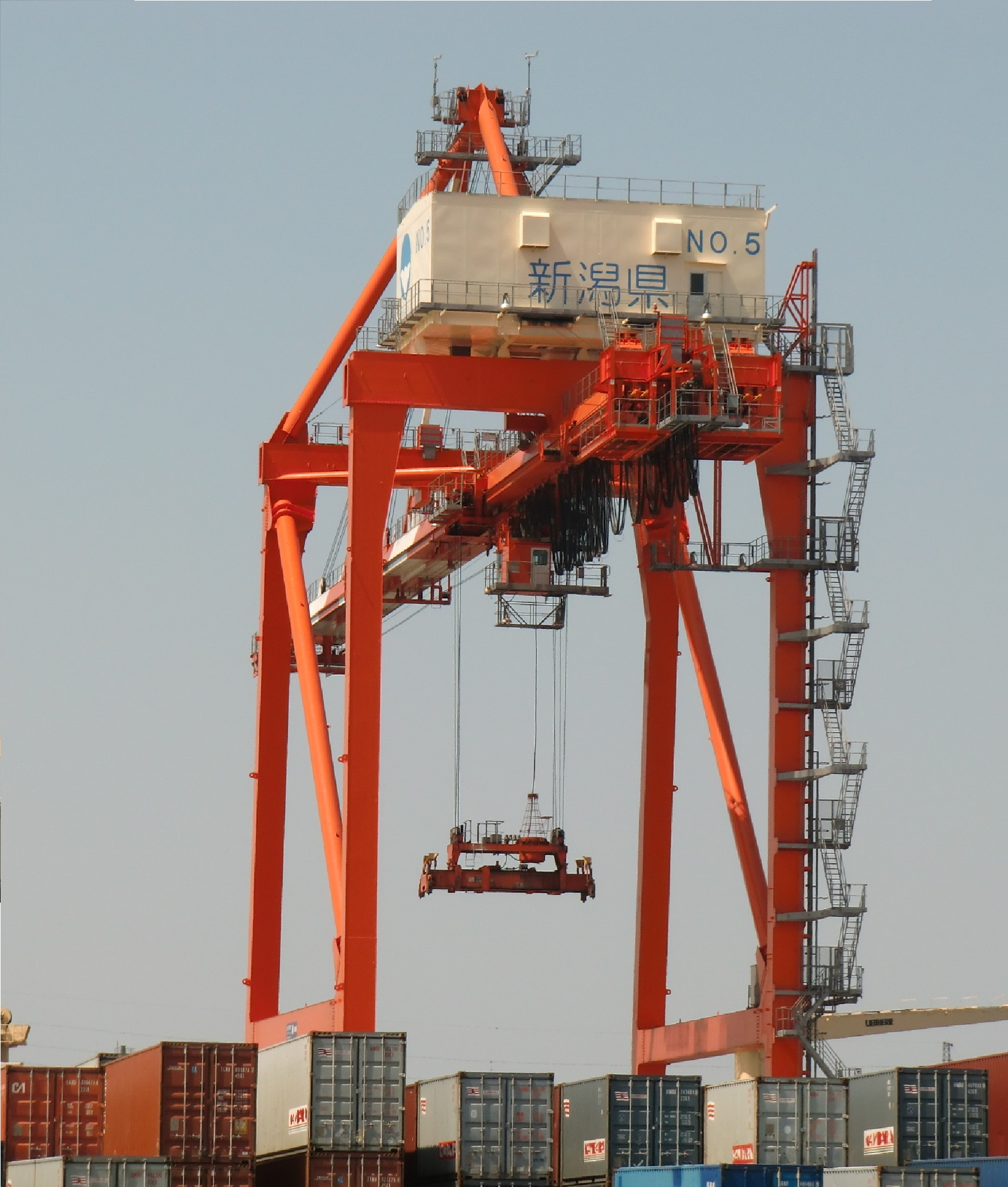
新潟県が設置した、新潟東港笹山コンテナターミナルのガントリークレーン。2010年5月3日撮影。